# Pröda (Käbschütztal)
Pröda ist ein Ortsteil der sächsischen Gemeinde Käbschütztal im Landkreis Meißen.

## Geographie
Der Ort liegt etwa sieben Kilometer zwischen der Kreisstadt Meißen im Südosten und der Stadt Lommatzsch im Nordwesten. Der Ort ist etwa drei Kilometer von der Elbe entfernt und liegt auf rund 200 m ü. NN. Östlich des Ortskerns entspringt der Prödabach, der durch ein kleines Waldstück fließt und über Grutschen- und Ketzerbach bei Zehren (Gemeinde Diera-Zehren) in die Elbe entwässert. Umgeben ist Pröda mit Ausnahme der Umgebung des Baches von landwirtschaftlich genutzten Flächen. Der Ort selbst liegt an der Kreisstraße 8070, die Mohlis mit Lommatzsch verbindet. Eine weitere Straße führt von Pröda aus in den Nachbarort Seilitz. Den Ortskern bilden zwei Vierseithöfe, die teilweise unter Denkmalschutz und damit in der Kulturdenkmalliste des Freistaates Sachsen stehen.
Pröda bildet eine eigene Gemarkung mit dem amtlichen Namen „Pröda/Ja.-Lö.“, die im Norden an die Gemarkung Seilitz grenzt. Im Nordosten schließt sich Seebschütz an, östlich benachbart liegt Sieglitz. Südöstlich der Gemarkung grenzt Mohlis an. Im Südwesten sind Kleinkagen und Großkagen benachbart, im Westen schließt sich der Ort Priesa an. Seebschütz und Seilitz sind Ortsteile der Gemeinde Diera-Zehren, alle anderen umliegenden Orte gehören wie Pröda zur Gemeinde Käbschütztal.

## Geschichte
Das Dorf fand seine Ersterwähnung im Jahr 1205 als Preudowe, Ende des 13. Jahrhunderts wurde hier ein allodium, also ein Vorwerk, erwähnt. Es hatte den Namen Prevdowe, der sich später zu Prewda (1373) und Breda (1540) entwickelte. Auch 1402 wurde ein Vorwerk an diesem Ort genannt. Um 1800 tauchte dann erstmals die heutige Schreibweise des Ortes auf. Im 16. Jahrhundert wurde Pröda vom Prokurationsamt Meißen verwaltet, vor 1590 übte das Domkapitel Meißen die Grundherrschaft aus, später war Pröda als Amtsdorf im Besitz des Fürsten. Ab Mitte des 19. Jahrhunderts gehörte Pröda zum Amt Meißen. Durch die Sächsische Landgemeindeordnung von 1838 erhielt das Dorf Eigenständigkeit als Landgemeinde.
Um den Bauernweiler Pröda erstreckte sich im Jahr 1900 eine 208 Hektar große Blockflur sowie Streifenflur, die landwirtschaftlich genutzt wurde. Kirchlich gehörte Pröda nach Meißen, es war schon im 16. Jahrhundert in das Kloster St. Afra gepfarrt und gehört noch heute zur dortigen Kirchgemeinde. Die Selbstständigkeit verlor Pröda am 1. November 1935, als sich sieben vormals eigenständige Orte, darunter neben Pröda auch die Nachbarorte Groß- und Kleinkagen, zur neuen Gemeinde Kagen zusammenschlossen. Nach dem Zweiten Weltkrieg wurde Kagen mit Pröda Teil der Sowjetischen Besatzungszone und später der DDR. In der Kreisreform 1952 kam es zur Angliederung der Orte an den Kreis Meißen im Bezirk Dresden, der im Wesentlichen aus der Amtshauptmannschaft Meißen (später Landkreis Meißen) hervorgegangen war. Die Bauern im Dorf gingen nun den Weg der Landwirtschaft in der DDR. Am 1. Januar 1969 schloss sich Kagen mit Jahna zu Jahna-Kagen zusammen, zum 1. März 1974 wurde diese Gemeinde mit Löthain zu Jahna-Löthain vereinigt. Aus dieser Zeit stammt der Namenszusatz „Ja.-Lö.“ an der Ortsgemarkung.
Nach Wende und Wiedervereinigung wurde Pröda Teil des neugegründeten Freistaates Sachsen. In der Kreisreform 1994 wurde der Landkreis Meißen-Radebeul (ab 1996 Landkreis Meißen) aus dem alten Gebiet des Kreises Meißen und Teilen des Kreises Dresden-Land gebildet, dem Pröda bis 2008 angehörte. Ebenfalls 1994 vereinigten sich Krögis, Jahna-Löthain und Planitz-Deila zur neuen Großgemeinde Käbschütztal mit 37 Ortsteilen. Diese Gemeinde ist seit dem 1. August 2008 Teil des in der Kreisreform Sachsen 2008 aus Landkreis Meißen und Landkreis Riesa-Großenhain gebildeten dritten Landkreises Meißen.

### Entwicklung der Einwohnerzahl
| Jahr | Einwohnerzahl               |
| ---- | --------------------------- |
| 1547 | 8 besessene Mann            |
| 1764 | 8 besessene Mann, 2 Häusler |
| 1834 | 91                          |
| 1871 | 80                          |
| 1890 | 83                          |
| 1910 | 79                          |
| 1925 | 77                          |

## Persönlichkeiten
- Hugo Oswin Flössner (1843–1933), Unternehmer, Fabrikbesitzer in Dresden, Konsul und Stifter, königlich-sächsischer Geheimer Kommerzienrat[5]